# Stillwater, Oklahoma
Stillwater là một thành phố tại bắc trung bộ tiểu bang Oklahoma, Hoa Kỳ. Thành phố có diện tích km2, dân số theo điều tra dân số năm 2010 của Cục điều tra dân số Hoa Kỳ, thành phố có dân số 45.688 người.
Thành phố nằm tại giao lộ của Xa lộ177 và xa lộ bang 51. Thành phố này là quận lỵ quận Payne. Stillwater là một phần của Run Land đầu tiên được tổ chức ngày 22 tháng 4 năm 1889, khi Unassigned Lands của Lãnh thổ Oklahoma được mở ra cho định cư. Điều lệ thành phố được thông qua ngày 24 tháng 8 năm sau đó. Stillwater là ngôi nhà của Đại học Tiểu bang Oklahoma, Cao đẳng Bắc Oklahoma /OSU Gateway, Trung tâm Công nghệ Meridian]] và Bộ nghề nghiệp và Công nghệ Giáo dục Oklahoma. Trong năm 2010, CNN / Money Magazine xếp hạng Stillwater vị trí 67 trong danh sách của "thành phố nhỏ tốt nhất của châu Mỹ."